# لوکا لئوناردی
لوکا لئوناردی (انگلیسی: Luca Leonardi؛ زادهٔ ۱ ژانویه ۱۹۹۰) ورزشکار ورزش شنا اهل ایتالیا است.
وی در مسابقات کشوری و بین‌المللی در مجموع برندهٔ ۲ مدال طلا، ۲ مدال نقره و ۲ مدال برنز شده‌است.